# Agrypon varitarsum
Agrypon varitarsum là một loài tò vò trong họ Ichneumonidae.